# Municipio de Climax (Dakota del Norte)
El municipio de Climax (en inglés: Climax Township) es un municipio ubicado en el condado de Williams en el estado estadounidense de Dakota del Norte. En el año 2010 tenía una población de 11 habitantes y una densidad poblacional de 0,13 personas por km².

## Geografía
El municipio de Climax se encuentra ubicado en las coordenadas 48°30′5″N 103°59′8″O / 48.50139, -103.98556. Según la Oficina del Censo de los Estados Unidos, el municipio tiene una superficie total de 85.22 km², de la cual 85,14 km² corresponden a tierra firme y (0,09 %) 0,08 km² es agua.

## Demografía
Según el censo de 2010, había 11 personas residiendo en el municipio de Climax. La densidad de población era de 0,13 hab./km². De los 11 habitantes, el municipio de Climax estaba compuesto por el 81,82 % blancos, el 18,18 % eran de otras razas. Del total de la población el 18,18 % eran hispanos o latinos de cualquier raza.